# Массера, Хосе Луис
Хосе́ Луи́с Массе́ра (Масера, исп. José Luis Massera; 8 июня 1915, Генуя — 9 сентября 2002, Монтевидео) — уругвайский революционер, инженер и математик, известный своими исследованиями по теории устойчивости дифференциальных уравнений, функции Ляпунова и предложенной им леммы, получившей его имя.

## Биография
Родился в Италии в семье уругвайцев из-за чего и получил уругвайское гражданство. Поступил на инженерный факультет Университета Республики в Монтевидео. Приступил к преподавательской работе там же ещё до формального окончания обучения. Вместе с Рафаэлем Лагардиа в 1942 году основал Институт математики и статистики Университета Республики.
Автор множества работ по дифференциальным уравнениям, в том числе исследования линейных дифференциальных уравнений в соавторстве с Хуаном Хосе Шеффером. Получил почётные титулы доктора наук Римского университета Ла Сапиенца, Берлинского университета имени Гумбольдта, Университета Ниццы, Гаванского университета и др.

## Политическая деятельность
Политической деятельностью занялся ещё будучи студентом, во время Второй мировой войны был генеральным секретарём Уругвайского комитета помощи СССР и его союзникам и присоединился к Коммунистической партии Уругвая. В ней становится членом ЦК (с 1945), Исполнительного комитета и Секретариата (с 1955). После войны руководил деятельностью Движения сторонников мира, с 1950 года был членом Всемирного совета мира.
С 1961 года возглавлял Институт социальных исследований при ЦК КПУ. В 1962 году избран депутатом от КПУ в составе Левого фронта освобождения (ФИДЕЛ), в 1966 и 1971 годах — переизбран. Вместе с партией в 1971 году вошёл в Широкий фронт, с 1973 года состоял в его руководстве.
После установления в июне 1973 года диктатуры в стране перешёл на нелегальное положение. Арестован 22 октября 1975 года, в течение года содержится в карцере и подвергается пыткам, затем приговорён к двадцати четырём годам тюремного заключения. Выпущен из тюрьмы в 1984 году под давлением широкой международной кампании за его освобождение.
В 1980-х и 1990-х Массера, которому и раньше принадлежали многочисленные работы в области марксистской мысли («Наука, образование, революция»; 1970), активно участвует в полемике как с латиноамериканскими авторами, так и с европейскими по поводу обновления марксизма. Во второй половине 1990-х посвящает себя организации марксистских семинаров в Сорбонне и других академических центрах. С 1996 года до своей смерти является редактором журнала «Тезис XI» (исп. Tesis XI). В 1997 году получает мексиканскую премию за развитие наук и технологий.

## Память
В его честь 13 апреля 2017 года назвали астероид 10690 Massera, открытый американским астрономом Бобби Басом на австралийской обсерватории Сайдинг-Спринг в 1981 году.

## Сочинения
- Массера Х. Л., Шеффер Х. Х.[исп.] Линейные дифференциальные уравнения и функциональные пространства = Linear differential equations and function spaces. / Пер. с англ. А. М. Зверкина и Г. А. Каменского. — М. : Мир, 1970. — 456 с.